# Carlos Rúa Carbajal
Carlos Alberto Rua Carbajal (Sivia, Ayacucho; 19 de septiembre  de  1969) es un  contador y político peruano. Desde el 1 de enero de 2019, hasta el 31 de diciembre de 2022 fue el gobernador regional de Ayacucho.

## Biografía
Carlos Rua hizo sus estudios primarios en la Escuela Primaria  No.38732 de Balsamuyocc y los secundarios en el Colegio Gervacio Santillana.    Estudió Contabilidad y Auditoría  en la Universidad Nacional San Cristóbal de Huamanga, entre 1988 y 1995. Ha trabajado como administrador de las Municipalidades de Santa Rosa de La Mar y de Tambo (1996-1998), también como asesor externo de las Municipalidades de Anco (2007-2010) y de Santillana (2007-2010). 
En 1998, participó en las elecciones municipales fundando el Movimiento Independiente "Contigo Sivia", siendo elegido Alcalde Distrital de Sivia para el periodo 1999-2002, siendo reelecto para el periodo 2003-2006, por el Partido Fuerza Democrática. En las elecciones regionales y municipales del Perú de 2010 se presenta como candidato del Movimiento Musuq Ñan a la Alcaldía Provincial de Huanta siendo electo alcalde para el periodo 2011-2014. Posteriormente en abril de 2014 renuncia a su cargo como alcalde para participar en las elecciones regionales del 2014, postulando a la presidencia del Gobierno Regional de Ayacucho, en la que perdió quedando en el tercer lugar. En las elecciones regionales del 2018 fue elegido para ese cargo.